# Lista de capítulos de Initial D

Initial D, uma série escrita e ilustrada por Shuichi Shigeno e serializada na Young Magazine da Kodansha de 17 de julho de 1995 a 29 de julho de 2013. A Kodansha reuniu os seus capítulos em 48 volumes tankōbon individuais, que foram publicados de 6 de novembro de 1995 a 6 de novembro de 2013. A série foi relançada em formato shinsōban, com novas ilustrações nas capas, num total de 24 volumes. Foram publicados de 6 de novembro de 2020, a 4 de junho de 2021.
Em 18 de julho de 2024, a Panini Group anunciou o lançamento da série no formato shinsōban no Brasil, tendo o primeiro volume lançado em dezembro de 2024.

## Volumes

### Tankōbon

#### Parte 1: Oito-meia de Akina
| 1. "Vamos Comprar um Oito-meia" (ハチロク買おーぜ Hachi Roku Kaōze) 2. "Os mais Rápidos!! Os Irmãos Rotativos" (最速!!ロータリー・ブラザーズ Saisoku!! Rōtarī Burazāzu!!) 3. "O Drift Supremo do Entregador de Tofu" (究極のとうふ屋ドリフト Kyūkyoku no Tōfu Ya Dorifuto) 4. "A Determinação Heroica de Iketani" (池谷の悲壮な決意!! Iketani no Hisō na Ketsui!!) 5. "Uma Declaração de Vingança!! O 13B Turbo Ruge" (リベンジ宣言!!吠える13Bターボ Ribenji Sengen!! Hoeru 13B Tābo) 6. "O Segredo de Natsuki...?!" (なつきの秘密・・!? Natsuki no Himitsu..!?) 7. "Tragédia! Iketani Bate!!" (無残!池谷クラッシュ!! Muzan! Iketani Kurasshu!!) 8. "A Batalha Amistosa Tem Início" (交流戦突入!! Kōryū sen Totsunyū!!) 9. "Ouçam o Rugido do 4A-G!!" (聞け!!4A-Gの雄叫びを Kike!! 4A-G no Otakebi wo) 10. "O Especialista em Descidas" (ダウンヒルスペシャリスト Daunhiru Supesharisuto) |

| 1. "Takumi na Velocidade da Luz" (拓海!!電光石火 Takumi!! Denkōsekka) 2. "Dogfight" (ドッグファイト Doggufaito) 3. "A Conclusão!! A Técnica Especial de Takumi" (決着!!拓海の得意技 Ketchaku!! Takumi no Tokui Waza) 4. "O Mar É Imenso e Vasto" (海は広いね大きいね Umi wa Hiroi ne Ōkī ne) 5. "Confronto no Topo da Montanha!" (頂上対決!! Chōjō Taiketsu!!) 6. "A Experiência Valiosa de Iketani" (池谷の貴重な体験 Iketani no Kichō na Taiken) 7. "Surge um Novo Desafiante" (新たなる挑戦者!! Arata Naru Chōsen Sha!!) 8. "O Orgulho de Takumi" (拓海のプライド Takumi no Puraido) 9. "Eu não Tenho Medo de GT-R Nenhum" (オレはGT-Rなんざ怖くねぇ Ore wa GT-R Nanza Kowaku nē) 10. "Velho Idiota, me Devolve o Oito-meia!!" (バカおやじハチロク返せ!! Baka Oyaji Hachi Roku Kaese!!) 11. "O Ponto Fraco do GT-R" (GT-Rの弱点 GT-R no Jakuten) |

| 1. "A Direção a Toda de Takumi" (拓海の全開ドライブ Takumi no Zenkai Doraibu) 2. "Alcance o GT-R" (GT-Rを追いつめろ!! GT-R o Oitsumero!!) 3. "Batalha no Limite!!" (限界バトル!! Genkai Batoru!!) 4. "A Sequência de Cinco Grampos Explosivos" (爆裂5連ヘアピン!! Bakuretsu 5 Ren Heapin!!) 5. "Controle Extremo" (限界コントロール Genkai Kontorōru) 6. "Entra em Cena o Levin de Itsuki" (イツキのレビン登場 Itsuki no Rebin Tōjō) 7. "O Levin Corre a Toda com o Poder da Amizade" (友情パワーレビン激走!! Yūjō Pawā Rebin Gekisō!!) 8. "O Outro Especialista em Descidas" (もう一人の下り(ダウンヒル)スペシャリスト Mō Hitori no Daunhiru Supesharisuto) 9. "O Perigoso Shingo" (デンジャラス慎吾 Denjarasu Shingo) 10. "Takumi VS Shingo" (拓海VS. 慎吾 Takumi VS. Shingo) 11. "A Insana Batalha Mortal" (狂気のデスマッチ Kyōki no Desumacchi) |

| 1. "Gênio em Evolução" (進化する天才!! Shinka Suru Tensai!!) 2. "A Impaciência de Shingo" (慎吾のあせり Shingo no Aseri) 3. "Cotra-ataque!! A Essência da Descida" (反撃!!ダウンヒルの真髄 Hangeki!! Daunhiru no Shinzui) 4. "O Piloto de Descidas Supremo" (究極のダウンヒラー Kyūkyoku no Daunhirā) 5. "E Então Takumi Fica Indiferente de Novo" (そして拓海はまたボケる Soshite Takumi wa Mata Bokeru) 6. "O Potencial Casual de Bunta!!" (さりげなく 文太の底力!! Sarigenaku Bunta no Sokojikara!!) 7. "O Cometa Branco!! Ryosuke Takahashi Entra em Ação" (白い彗星!!高橋涼介始動 Shiroi Suisei!! Takahashi Ryōsuke Shidō) 8. "A Modificação Inesperada" (意外なチューニング Igai na Chūningu) 9. "A Obsessão de Takumi por Garotas É Irritante" (イライラするぜ拓海の女ボケ Iraira Suru ze Takumi no Onna Boke) 10. "O Festival da Véspera com os Rivais!!" (ライバル達の前夜祭!! Raibaru Tachi no Zenyasai!!) 11. "A Partida de Takumi! O Momento do Destino!!" (拓海発進運命の瞬間(とき)!! Takumi Hasshin Unmei no Toki!!) |

| 1. (ドリフト対ドリフト Dorifuto Tai Dorifuto) 2. (拓海苦戦はじめてのプレッシャー Takumi Kusen Hajimete no Puresshā) 3. (絶体絶命 Zettaizetsumei) 4. (痛恨のアンダーステア Tsūkon no Andāsutea) 5. (涼介の誤算 Ryōsuke no Gosan) 6. (火花散らすラインクロス!! Hibana Chirasu Rain Kurosu!!) 7. (新境地へ向けて Shin Kyōchi e Mukete) 8. (ホレた相手が悪いかも? Hore ta Aite ga Warui Kamo?) 9. (暗雲立ちこめる避暑地の恋 Anun Tachikomeru Hisho Chi no Koi) 10. (池谷 純愛まっしぐら Iketani Junai Masshigura) 11. (真子のバージンあげます!! Mako no Bājin Age Masu!!) |

| 1. (君のためならオレはやる Kimi no Tame Nara Ore wa Yaru) 2. (未知への挑戦!! Michi heno Chōsen!!) 3. (文太の予言 拓海は負けねえ!! Bunta no Yogen Takumi wa Make Nē!!) 4. (熱風!!激走!!碓氷峠 Neppū!! Gekisō!! Usui Tōge) 5. (魅せろ拓海のスーパードリフト!! Misero Takumi no Sūpā Dorifuto!!) 6. (とりもどせ最速のコンビネーション!! Torimodose Saisoku no Konbinēshon!!) 7. (決着 Ketchaku) 8. (引退なんかしないもん!! Intai Nanka Shinai Mon!!) 9. (ジ·エンド·オブ·サマー Ji.Endo.Obu.Samā) 10. (ジ·エンド·オブ·サマー完結編(?) Ji.Endo.Obu.Samā Kanketsu Hen (?)) 11. (進行するプロジェクト Shinkō Suru Purojekuto) |

| 1. (高橋啓介に死角なし!! Takahashi Keisuke ni Shikaku Nashi!!) 2. (激闘ヒルクライム!! Gekitō Hirukuraimu!!) 3. (激突するプライド!! Gekitotsu Suru Puraido!!) 4. (驚異のハイテク戦闘機を追え!! Kyōi no Haiteku Sentōki o oe!!) 5. (そこまで曲がるかFD-3S!! Soko Made Magaru ka FD-3S!!) 6. (キレる男 高橋啓介!! Kire ru Otoko Takahashi Keisuke!!) 7. (ステアリング インフォメーション Sutearingu Infomēshon) 8. (見せてくれ 雨のダウンヒル!! Misete Kure Ame no Daunhiru!!) 9. (不気味なエリア外新勢力!! Bukimi na Eria Gai Shin Seiryoku!!) 10. (レインバトルの恐怖を知れ!! Reinbatoru no Kyōfu o Shire!!) 11. (絶叫ドライブ つきぬける天才!! Zekkyō Doraibu Tsukinukeru Tensai!!) |

| 1. (三つどもえ 戦慄の妙義!! Mitsudomoe Senritsu no Myōgi!!) 2. (最強軍団の影 Saikyō Gundan no Kage) 3. (掟やぶりのスーパーウエポン Okite Yaburi no Sūpāuepon) 4. (ハチロク ターボ化計画パート(1) Hachi Roku Tābo ka Keikaku Pāto (1)) 5. (宿命のライバル Shukumei no Raibaru) 6. (勝率0パーセント!! Shōritsu 0 Pāsento!!) 7. (エボIV出撃 Ebo IV Shutsugeki) 8. (エンペラーの脅威 Enperā no Kyōi) 9. (ハチロク出撃 秋名山でむかえうて!! Hachi Roku Shutsugeki Akinasan de Mukaeute!!) 10. (ハイテクVS.スーパーテクニック Haiteku VS. Sūpā Tekunikku) 11. (敗北の予感 Haiboku no Yokan) |

| 1. (清次の怒り Seiji no Ikari) 2. (剛腕清次 電光ステアリング Gōwan Seiji Denkō Sutearingu) 3. (低速コーナーの落とし穴 Teisoku Kōnā no Otoshiana) 4. (必殺ミゾ落としパート2!! Hissatsu Mizo Otoshi Pāto 2!!) 5. (奇跡のショータイム!! Kiseki no Shō Taimu!!) 6. (赤城山決戦 Akagiyama Kessen) 7. (なつきちゃん ギャラリーに行く Natsuki-chan Gyararī ni Iku) 8. (拓海くん 運転かわって!! Takumi-kun Unten Kawatte!!) 9. (悶絶 塚本先輩 Monzetsu Tsukamoto Senpai) 10. (須藤京一の秘密兵器 Sudō Kyōichi no Himitsu Heiki) 11. (好きになった男の子 Suki ni Natta Otokonoko) |

| 1. (ふくれていく疑惑 Fukureteiku Giwaku) 2. (衝撃の目撃 赤城へ!! Shōgeki no Mokugeki Akagi he!!) 3. (玉砕上等 火の玉バトル Gyokusai Jōtō Hinotama Batoru) 4. (壮絶 赤城おろし!! Sōzetsu Akagi Oroshi!!) 5. (さえわたる京一のテクニック Saewataru Kyōichi no Tekunikku) 6. (泣け!! オレの4A-G Nake!! Ore no 4A-G) 7. (抵抗 Teikō) 8. (破滅へのカウントダウン!! Hametsu heno Kauntodaun!!) 9. (さよなら大好きなハチロク Sayonara Daisuki na Hachi Roku) 10. (再起不能 Saiki Funō) 11. (混迷 Kommei) 12. (因縁の対決 再び!! Innen no Taiketsu Futatabi!!) |

| 1. (白と黒の閃光 Shiro to Kuro no Senkō) 2. (見えないかけひき Mie Nai Kake Hiki) 3. (悪夢のデジャヴー Akumu no Dejabū) 4. (カリスマ崩壊 Karisuma Hōkai) 5. (恐怖の突破口をつけ!! Kyōfu no Toppakō o Tsuke!!) 6. (明暗!! Meian!!) 7. (走り始める新たな伝説 Hashiri Hajimeru Arata na Densetsu) 8. (そのクルマ凶暴につき Sono Kuruma Kyōbō Nitsuki) 9. (ファーストコンタクト Fāsuto Kontakuto) 10. (紅葉の季節に春が来る? Kōyō no Kisetsu ni Haru ga Kuru?) 11. (最強のハチロクレビン!! Saikyō no Hachiroku Rebin!!) |

| 1. (最強のハチロクレビン!!(本当の後編) Saikyō no Hachiroku Rebin!! (Hontō no Kōhen)) 2. (啓介VS. 渉!? Keisuke VS. Wataru!?) 3. (FD危機一髪!! FD Kiki Ippatsu!!) 4. (初恋のゆくえ? Hatsukoi no Yukue?) 5. (板ばさみ Itabasami) 6. (反発 Hanpatsu) 7. (封印からの開放 Fūin Kara no Kaihō) 8. (宣戦布告 Sensen Fukoku) 9. (胸さわぎの夜 Munasawagi no Yoru) 10. (二人だけの約束 Futari Dake no Yakusoku) 11. (激突の朝 Gekitotsu no Asa) 12. (ターボVS. レーシングチューン Tābo VS. Rēshinguchūn) |

| 1. (彩の国 埼玉(意味不明) Sai no Kuni Saitama (Imi Fumei)) 2. (ふりまわせ ドッカンターボ Furimawase Dokkantābo) 3. (覚醒の予感 Kakusei no Yokan) 4. (封印が解かれる瞬間(とき) Fūin ga Tokareru Toki) 5. (苛酷な消耗戦 Kakoku na Shōmō Sen) 6. (戦闘力低下!! Sentō Ryoku Teika!!) 7. (馬力(パワー)の代償 Pawā no Daishō) 8. (形勢逆転 Keisei Gyakuten) 9. (ファイナルラウンド Fainaru Raundo) 10. (予期せぬ幕切れ!! Yoki Senu Makugire!!) 11. (決心 Kesshin) 12. (移りゆく季節の中で Utsuriyuku Kisetsu no Naka de) |

| 1. (涼介からのオファー Ryōsuke Kara no Ofā) 2. (ギブ アンド テイク Gibu Ando Teiku) 3. (挑戦!!いろは坂 Chōsen!! Iroha Zaka) 4. (やり残したバトル Yari Nokoshi ta Batoru) 5. (試される実力!! Tamesa Reru Jitsuryoku!!) 6. (驚愕の戦闘力!! Kyōgaku no Sentō Ryoku!!) 7. (ミスファイアVS低重心 Misu Faia VS Tei Jūshin) 8. (天才VS鉄人 Tensai VS Tetsujin) 9. (勝利へのシナリオ Shōri e no Shinario) 10. (大決着!!トリプルカウンター Dai Ketchaku!! Toripuru Kauntā) 11. (大決着!!トリプルカウンター(後編) Dai Ketchaku!! Toripuru Kauntā (Kōhen)) 12. (触発 Shokuhatsu) 13. (追及 Tsuikyū) |

| 1. (暁の協定 Akatsuki no Kyōtei) 2. (現れた強敵 Arawareta Kyōteki) 3. (よく似た境遇 Yoku Nita Kyōgū) 4. (よく似た境遇(後編) Yoku Nita Kyōgū (Kōhen)) 5. (小柏のキャリア Kogashiwa no Kyaria) 6. (からみあう戦略 Karamiau Senryaku) 7. (ミッドシップの本領 Middoshippu no Honryō) 8. (からみあう戦略 Karamiau Senryaku) 9. (インベタのさらにイン!! In Beta no Sarani In!!) 10. (えげつないライン Egetsunai Rain) 11. (文太のアドバイス Bunta no Adobaisu) 12. (反撃!!藤原親子 Hangeki!! Fujiwara Oyako) |

| 1. (空中戦 Kūchū Sen) 2. (模索 Mosaku) 3. (初雪 Hatsuyuki) 4. (涙のパワー Namida no Pawā) 5. (新人アルバイト Shinjin Arubaito) 6. (新人アルバイト(後編) Shinjin Arubaito (Kōhen)) 7. (ホワイトクリスマス Howaito Kurisumasu) 8. (ホワイトクリスマス(後編) Howaito Kurisumasu (Kōhen)) 9. (タイムリミット Taimu Rimitto) 10. (冬を制する者 Fuyu o Seisuru Mono) 11. (なつきのピンチ Natsuki no Pinchi) 12. (なつきのピンチ(後編) Natsuki no Pinchi (Kōhen)) 13. (白銀バトル Hakugin Batoru) 14. (白銀バトル(後編) Hakugin Batoru (Kōhen)) |

| 1. (告白 Kokuhaku) 2. (バレンタインデーはせつないね Barentaindē wa Setsunai ne) 3. (春の足音 Haru no Ashioto) 4. (遠い夢に向かって Tōi Yume ni Mukatte) 5. (炎のコースレコード Honoo no Kōsurekōdo) 6. (それぞれの未来 Sorezore no Mirai) 7. (旅立ち Tabidachi) 8. (プロジェクトD Purojekuto D) 9. (群馬エリアからの挑戦者 Gunma Eria Kara no Chōsen Sha) 10. (ダブルエース Daburu Ēsu) 11. (戦々恐々 "Sensenkyōkyō) 12. (カミカゼダウンヒル!!末次トオル Kamikaze Daunhiru!! Suetsugu Tōru) 13. (埋もれた実力者 Umoreta Jitsuryokusha) 14. (イカれてる奴はどっちだ!? Ikareteru Yatsu wa Docchi da!?) |

#### Parte 2:  Project D
| 1. (イカれてる奴はどっちだ!?(後編) Ikareteru Yatsu wa Docchi da!? (Kōhen)) 2. (落とし穴側溝を攻略せよ!! Otoshiana Sokkō o Kōryaku Seyo!!) 3. (落とし穴側溝を攻略せよ!!(後編) Otoshiana Sokkō o Kōryaku Seyo!! (Kōhen)) 4. (トオル玉砕!! Tōru Gyokusai!!) 5. (全開ヒルクライム!! Zenkai Hirukuraimu!!) 6. (全開ヒルクライム!!(後編) Zenkai Hirukuraimu!! (Kōhen)) 7. (成長の証 Seichō no Akashi) 8. (最強のFD乗り Saikyō no FD Nori) 9. (技術が馬力(パワー)をしのぐ時 Gijutsu ga Pawā o Shinogu Toki) 10. (秋名の仲間達 Akina no Nakama Tachi) 11. (プロジェクトD包囲網 Purojekuto D Hōi Mō) 12. (プロジェクトD包囲網(後編) Purojekuto D Hōi Mō (Kōhen)) 13. (大輝の実力 Daiki no Jitsuryoku) 14. (大輝の実力(後編) Daiki no Jitsuryoku (Kōhen)) |

| 1. (決戦前夜 Kessen Zenya) 2. (大輝VS. 拓海 Daiki VS. Takumi) 3. (大輝VS. 拓海(後編) Daiki VS. Takumi (Kōhen)) 4. (恐るべし大輝の実力!! Osorubeshi Daiki no Jitsuryoku!!) 5. (ふりかえるな Furikaeruna) 6. (ブレーキングの達人 Burēkingu no Tatsujin) 7. (もう一つのアドバイス Mō Hitotsu no Adobaisu) 8. (もう一つのアドバイス(後編) Mō Hitotsu no Adobaisu (Kōhen)) 9. (策略 Sakuryaku) 10. (攻めろ拓海!! Semero Takumi!!) 11. (誤算 Gosan) 12. (加速する大輝 Kasoku Suru Daiki) 13. (反攻ののろし Hankō no Noroshi) 14. (虎視眈々 Koshitantan) 15. (突破口 Toppakō) |

| 1. (FFターボを操る男 FF Tābo o Ayatsuru Otoko) 2. (短期決戦 Tanki Kessen) 3. (短期決戦(後編) Tanki Kessen (Kōhen)) 4. (罠に落ちる啓介 Wana ni Ochiru Keisuke) 5. (激突 Gekitotsu) 6. (スマイルが止まる時 Sumairu ga Tomaru Toki) 7. (決着のゴールへ Ketchaku no Gōru he) 8. (決起するOBたち Kekki Suru OB Tachi) 9. (塗り替えられたレコード Nurikae Rareta Rekōdo) 10. (塗り替えられたレコード(後編) Nurikae Rareta Rekōdo (Kōhen)) 11. (ホットライン Hottorain) 12. (走るのは誰!? Hashiru no wa Dare!?) 13. (プラクティス Purakutisu) 14. (プラクティス(後編) Purakutisu (Kōhen)) 15. (勝利へのスタートライン Shōri heno Sutātorain) |

| 1. (勝利へのスタートライン(後編) Shōri heno Sutātorain (Kōhen)) 2. (第1コーナー Dai 1 Kōnā) 3. (第1コーナー(後編) Dai 1 Kōnā (Kōhen)) 4. (疑問 Gimon) 5. (疑問(後編) Gimon (Kōhen)) 6. (プロたるゆえん Puro Taru Yuen) 7. (消えるライン Kieru Rain) 8. (東堂塾の誤算 Tōdō Juku no Gosan) 9. (ターニングポイント Tāningu Pointo) 10. (ブラインド・アタック Buraindo Atakku) 11. (プロの底力 Puro no Sokojikara) 12. (近づくゴール Chikazuku Gōru) 13. (最終セクション Saishū Sekushon) 14. (怒濤のゴール Dotō no Gōru) 15. (怒濤のゴール(後編) Dotō no Gōru (Kōhen)) |

| 1. (悪夢のマシン Akumu no Mashin) 2. (悪夢のマシン(後編) Akumu no Mashin (Kōhen)) 3. (ハチゴーターボ Hachi Gō Tābo) 4. (波乱のシェイクダウン Haran no Sheikudaun) 5. (成長の証 Seichō no Akashi) 6. (成長の証(後編) Seichō no Akashi (Kōhen)) 7. (デブ退治 Debu Taiji) 8. (ロータリーに乗った王子様 Rōtarī ni Notta Ōji Sama) 9. (ロータリーに乗った王子様(後編) Rōtarī ni Notta Ōji Sama (Kōhen)) 10. (ウブな恋心 Ubu na Koigokoro) 11. (再会 Saikai) 12. (バトル直前!!ゆれる心 Batoru Chokuzen!! Yureru Kokoro) 13. (やっぱり王子様 Yappari Ōji Sama) 14. (FD VS FD) 15. (恭子の純愛モチベーション Kyōko no Junai Mochibēshon) |

| 1. (前哨戦 Zenshō Sen) 2. (前哨戦(後編) Zenshō Sen (Kōhen)) 3. (シングルターボVS. ツインターボ Shinguru Tābo VS. Tsuin Tābo) 4. (白熱のランデブー Hakunetsu no Randebū) 5. (白熱のランデブー(後編) Hakunetsu no Randebū (Kōhen)) 6. (きらめく才能 Kirameku Sainō) 7. (きらめく才能(後編) Kirameku Sainō (Kōhen)) 8. (せつない決着 Setsunai Ketchaku) 9. (恭子の告白 Kyōko no Kokuhaku) 10. (恭子の告白(後編) Kyōko no Kokuhaku (Kōhen)) 11. (延彦の発見 Nobuhiko no Hakken) 12. (延彦の発見(後編) Nobuhiko no Hakken (Kōhen)) 13. (啓介と恭子 Keisuke to Kyōko) 14. (ハチロク包囲網 Hachi Roku Hōi Mō) 15. (ハチロク包囲網(後編) Hachi Roku Hōi Mō (Kōhen)) 16. (最大の難関 Saidai no Nankan) |

| 1. (最大の難関(後編) Saidai no Nankan (Kōhen)) 2. (不確定要素 Fukakutei Yōso) 3. (不確定要素(後編) Fukakutei Yōso (Kōhen)) 4. (つかの間の休息 Tsukanoma no Kyūsoku) 5. (死闘のゴング Shitō no Gongu) 6. (死闘のゴング(後編) Shitō no Gongu (Kōhen)) 7. (思考停止 Shikō Teishi) 8. (涼介のミス!? Ryōsuke no Misu!?) 9. (カンちがい Kan Chigai) 10. (プラスアルファ Purasu Arufa) 11. (プラスアルファ(後編) Purasu Arufa (Kōhen)) 12. (必殺技不発 Hissatsu Waza Fuhatsu) 13. (必殺技不発(後編) Hissatsu Waza Fuhatsu (Kōhen)) 14. (失意と葛藤の直線(ストレート) Shitsui to Kattō no Sutorēto) 15. (失意と葛藤の直線(ストレート)(後編) Shitsui to Kattō no Sutorēto (Kōhen)) 16. (最終局面 Saishū Kyokumen) 17. (スーパーチャージドレビン Sūpāchājido Rebin) |

| 1. (スーパーチャージドレビン(後編) Sūpāchājido Rebin (Kōhen)) 2. (渉の進歩 Wataru no Shinpo) 3. (渉の進歩(後編) Wataru no Shinpo (Kōhen)) 4. (モチベーションの秘密 Mochibēshon no Himitsu) 5. (ライバル意識 Raibaru Ishiki) 6. (ライバル意識(後編) Raibaru Ishiki (Kōhen)) 7. (つみ重なる疲労 Tsumi Kasanaru Hirō) 8. (つみ重なる疲労(後編) Tsumi Kasanaru Hirō (Kōhen)) 9. (新たなる敵 Arata Naru Teki) 10. (決着 Ketchaku) 11. (決着(後編) Ketchaku (Kōhen)) 12. (悪夢のマシン再び Akumu no Mashin Futatabi) 13. (混乱 Konran) 14. (混乱(後編) Konran (Kōhen)) 15. (イツキ絶好調 Itsuki Zekkōchō) 16. (イツキ絶好調(後編) Itsuki Zekkōchō (Kōhen)) |

| 1. (混乱と孤独 Konran to Kodoku) 2. (混乱と孤独(後編) Konran to Kodoku (Kōhen)) 3. (イツキ暴走 Itsuki Bōsō) 4. (イツキ暴走(後編) Itsuki Bōsō (Kōhen)) 5. (イツキくんて強引だよォ Itsuki kun te Gōin Dayō) 6. (男の決心 Otoko no Kesshin) 7. (男の決心(後編) Otoko no Kesshin (Kōhen)) 8. (ホテル行きます Hoteru Iki Masu) 9. (ホテル行きます(後編) Hoteru Iki Masu (Kōhen)) 10. (ドーンといってみよう Dōn to Itte Miyō) 11. (二人のハチロクマイスター Futari no Hachi Roku Maisutā) 12. (二人のハチロクマイスター(後編) Futari no Hachi Roku Maisutā (Kōhen)) 13. (埼玉エリア最終戦 Saitama Eria Saishū Sen) 14. (埼玉エリア最終戦(後編) Saitama Eria Saishū Sen (Kōhen)) 15. (啓介を襲う罠 Keisuke o Osō Wana) 16. (啓介を襲う罠(後編) Keisuke o Osō Wana (Kōhen)) 17. (大きな代償 Ōkina Daishō) 18. (タイムリミット Taimu Rimitto) |

| 1. (絶望の淵に轟くロータリーサウンド Zetsubō no Fuchi ni Todoroku Rōtarī Saundo) 2. (絶望の淵に轟くロータリーサウンド(後編) Zetsubō no Fuchi ni Todoroku Rōtarī Saundo (Kōhen)) 3. (怒りのヒルクライム Ikari no Hirukuraimu) 4. (怒りのヒルクライム(後編) Ikari no Hirukuraimu (Kōhen)) 5. (陸の王者ランエボ Riku no Ōja Ranebo) 6. (戦慄の高速バトル Senritsu no Kōsoku Batoru) 7. (戦慄の高速バトル(後編) Senritsu no Kōsoku Batoru (Kōhen)) 8. (パッシング Passhingu) 9. (格の違い Kaku no Chigai) 10. (陽動作戦 Yōdō Sakusen) 11. (弾丸ダウンヒル Dangan Daunhiru) 12. (弾丸ダウンヒル(後編) Dangan Daunhiru (Kōhen)) 13. (小さな発見 Chiisana Hakken) 14. (迫り来る危機 Semari Kuru Kiki) 15. (迫り来る危機(後編) Semari Kuru Kiki (Kōhen)) 16. (急転直下 Kyūtenchokka) 17. (決着!!そして窮地 Ketchaku!! Soshite Kyūchi) |

| 1. (決着!!そして窮地(後編) Ketchaku!! Soshite Kyūchi (Kōhen)) 2. (インターバル Intābaru) 3. (啓介と恭子 Keisuke to Kyōko) 4. (啓介と恭子(後編) Keisuke to Kyōko (Kōhen)) 5. (孤独なランナー Kodoku na Rannā) 6. (孤独なランナー(後編) Kodoku na Rannā (Kōhen)) 7. (新天地へ Shintenchi he) 8. (新天地へ(後編) Shintenchi e (Kōhen)) 9. (FD復活 FD Fukkatsu) 10. (中年暴走族「パープルシャドウ」 "Chūnen Bōsō Zoku 'Pāpurushadō') 11. (立ちはだかる最強の壁 Tachihadakaru Saikyō no Kabe) 12. (プラクティス Purakutisu) 13. (プレッシャー Puresshā) 14. (決戦当日 Kessen Tōjitsu) 15. (決戦当日(後編) Kessen Tōjitsu (Kōhen)) 16. (ワンハンドステア Wanhandosutea) 17. (ワンハンドステア(後編) Wanhandosutea (Kōhen)) |

| 1. (消耗戦の予感 Shōmō Sen no Yokan) 2. (最強のコーナリングマシン Saikyō no Kōnaringu Mashin) 3. (最強のコーナリングマシン(後編) Saikyō no Kōnaringu Mashin (Kōhen)) 4. (幽霊(ゴースト)ライン Yūrei (Gōsuto) Rain) 5. (幽霊(ゴースト)ライン(後編) Yūrei (Gōsuto) Rain (Kōhen)) 6. (驚異のペース管理 Kyōi no Pēsu Kanri) 7. (驚異のペース管理(後編) Kyōi no Pēsu Kanri (Kōhen)) 8. ("本気のライン "Honki no Rain) 9. (予定調和 Yotei Chōwa) 10. (予定調和(後編) Yotei Chōwa (Kōhen)) 11. (ゴッドアームあわてる!! Goddo Āmu Awateru!!) 12. (ワンハンドステアをくずせ!! Wanhandosutea o Kuzuse!!) 13. (ワンハンドステアをくずせ!!(後編) Wanhandosutea o Kuzuse!! (Kōhen)) 14. (ブラインド溝落とし Buraindo Mizo Otoshi) 15. (エンドレスバトル Endoresu Batoru) 16. (エンドレスバトル(後編) Endoresu Batoru (Kōhen)) |

| 1. (くずれていくバランス Kuzurete Iku Baransu) 2. (熟練 Jukuren) 3. (臨界点 Rinkaiten) 4. (臨界点(後編) Rinkaiten (Kōhen)) 5. (ゴットフットはオレが倒す Gottofutto wa Ore ga Taosu) 6. (超絶GT-R Chōzetsu GT-R) 7. (超絶GT-R(後編) Chōzetsu GT-R (Kōhen)) 8. (クーリングシステム Kūringu Shisutemu) 9. (涼介の真意 Ryōsuke no Shini) 10. (涼介の真意(中編) Ryōsuke no Shini (Chūhen)) 11. (涼介の真意(後編) Ryōsuke no Shini (Kōhen)) 12. (ターニングポイント Tāningu Pointo) 13. (ターニングポイント(後編) Tāningu Pointo (Kōhen)) 14. (見えないドッグファイト Mie Nai Doggufaito) 15. (見えないドッグファイト(後編) Mie Nai Doggufaito (Kōhen)) - (ウエストゲート Uesuto Gēto) |

| 1. (加速する啓介 Kasoku Suru Keisuke) 2. (加速する啓介(後編) Kasoku Suru Keisuke (Kōhen)) 3. (重なる座標 Kasanaru Zahyō) 4. (重なる座標(中編) Kasanaru Zahyō (Chūhen)) 5. (重なる座標(後編) Kasanaru Zahyō (Kōhen)) 6. (怒涛のゴール Dotō no Gōru) 7. Position Change (part 1") (ポジションチェンジ "Pojishon Chenji) 8. (ポジションチェンジ(後編) Pojishon Chenji (Kōhen)) 9. (意外な突破口 Igai na Toppakō) 10. (意外な突破口(後編) Igai na Toppakō (Kōhen)) 11. (追いつめられる啓介 Oitsumerareru Keisuke) 12. (追いつめられる啓介(後編) Oitsumerareru Keisuke (Kōhen)) 13. (ぶつかりあう意地 Butsukariau Iji) 14. (ぶつかりあう意地(後編) Butsukariau Iji (Kōhen)) 15. (最終局面へ Saishū Kyokumen he) 16. (最終局面へ(後編) Saishū Kyokumen e (Kōhen)) 17. (薄氷のゴールライン Hakuhyō no Gōru Rain) |

| 1. (同乗走行 Dōjō Sōkō) 2. (同乗走行(後編) Dōjō Sōkō (Kōhen)) 3. (磐石のコントロール Banjaku no Kontorōru) 4. (ニセ者出現!? Nisemono Shutsugen!?) 5. (ニセ者出現!?(後編) Nisemono Shutsugen!? (Kōhen)) 6. (本モノはどっちだ!? Hommono wa Docchi da!?) 7. (運命の出会い Ummei no Deai) 8. (運命の出会い(後編) Ummei no Deai (Kōhen)) 9. (ハチロク復活 Hachi Roku Fukkatsu) 10. (ハチロク復活(後編) Hachi Roku Fukkatsu (Kōhen)) 11. (ニセモノ包囲網 Nisemono Hōi Mō) 12. (ニセモノ包囲網(後編) Nisemono Hōi Mō (Kōhen)) 13. (本モノのドリフト Hommono no Dorifuto) 14. (本モノのドリフト(後編) Hommono no Dorifuto (Kōhen)) 15. (一件落着 Ikken Rakuchaku) 16. (一件落着(後編) Ikken Rakuchaku (Kōhen)) 17. (つかのまの安息 Tsukanoma no Ansoku) 18. (つかのまの安息(後編) Tsukanoma no Ansoku (Kōhen)) |

| 1. (天才ドライバーもふつうの男の子 Tensai Doraibā mo Futsū no Otokonoko) 2. (充実 Jūjitsu) 3. (充実(後編) Jūjitsu (Kōhen)) 4. (成長の糧に Seichō no Kate ni) 5. (新たなる戦場 Aratanaru Senjō) 6. (第一のライン Dai Ichi no Rain) 7. (第一のライン(後編) Dai Ichi no Rain (Kōhen)) 8. (プラクティス突入 Purakutisu Totsunyū) 9. (プラクティス突入(後編) Purakutisu Totsunyū (Kōhen)) 10. (情報戦 Jōhō Sen) 11. (情報戦(中編) Jōhō Sen (Chūhen)) 12. (情報戦(後編) Jōhō Sen (Kōhen)) 13. (決戦当日 Kessen Tōjitsu) 14. (ヒルクライムスタート Hirukuraimu Sutāto) 15. (エボに死角なし Ebo ni Shikaku Nashi) - (ウエストゲート2 Uesuto Gēto 2) |

| 1. (エボに死角なし(後編) Ebo ni Shikaku Nashi (Kōhen)) 2. (小早川の不満 Kobayakawa no Fuman) 3. (小早川の不満(後編) Kobayakawa no Fuman (Kōhen)) 4. (沈黙する啓介 Chimmoku Suru Keisuke) 5. (北関東最速火の玉ボーイ Kitakantō Saisoku Hinotama Bōi) 6. (北関東最速火の玉ボーイ(後編) Kitakantō Saisoku Hinotama Bōi (Kōhen)) 7. (テンションマックス Tenshon Makkusu) 8. (最終局面 Saishū Kyokumen) 9. (大宮のおそれ Ōmiya no Osore) 10. (大宮のおそれ(後編) Ōmiya no Osore (Kōhen)) 11. (激戦の予感 Gekisen no Yokan) 12. (激戦の予感(後編) Gekisen no Yokan (Kōhen)) 13. (よく似たコンセプト Yoku nita Konseputo) 14. (地元のアドバンテージ Jimoto no Adobantēji) 15. (地元のアドバンテージ(後編) Jimoto no Adobantēji (Kōhen)) 16. (中間地点通過 Chūkan Chiten Tsūka) 17. (中間地点通過(後編) Chūkan Chiten Tsūka (Kōhen)) |

| 1. (大宮覚醒 Ōmiya Kakusei) 2. (大宮覚醒(後編) Ōmiya Kakusei (Kōhen)) 3. (崖っぷち Gakeppuchi) 4. (GTウイング GT Uingu) 5. (GTウイング(後編) GT Uingu (Kōhen)) 6. (波乱の幕開け Haran no Makuake) 7. (サイドバイサイド Saido bai Saido) 8. (サイドバイサイド(後編) Saido bai Saido (Kōhen)) 9. (デッドライン Deddo Rain) 10. (デッドライン(後編) Deddo Rain (Kōhen)) 11. (決着へ!! Ketchaku he!!) 12. (決着へ!!(後編) Ketchaku he!! (Kōhen)) 13. (第2のライン Dai 2 no Rain) 14. (第2のライン(後編) Dai 2 no Rain (Kōhen)) 15. (海へ行こう Umi e Ikō) 16. (戦士の休息 Senshi no Kyūsoku) 17. (間一髪 Kanippatsu) |

| 1. (よびすて Yobisute) 2. (ロールケージ Rōrukēji) 3. (ミッドシップスペシャリスト Middoshippu Supesharisuto) 4. (ミッドシップスペシャリスト(後編) Middoshippu Supesharisuto (Kōhen)) 5. (プラクティス Purakutisu) 6. (プラクティス(後編) Purakutisu (Kōhen)) 7. (拓海出撃 Takumi Shutsugeki) 8. (拓海出撃(後編) Takumi Shutsugeki (Kōhen)) 9. (序盤戦 Joban Sen) 10. (藤原ゾーン Fujiwara Zōn) 11. (藤原ゾーン(後編) Fujiwara Zōn (Kōhen)) 12. (中盤戦 Chūban Sen) 13. (中盤戦(後編) Chūban Sen (Kōhen)) 14. (峠の職人 Tōge no Shokunin) |

| 1. (涼介の読み Ryōsuke no Yomi) 2. (第一弾ロケット Dai Ichi Dan Roketto) 3. (スプリントのプロ Supurinto no Puro) 4. (職人vs.アスリート Shokunin vs. Asurīto) 5. (職人vs.アスリート(後編) Shokunin vs. Asurīto (Kōhen)) 6. (心理戦 Shinri Sen) 7. (心理戦(後編) Shinri Sen (Kōhen)) 8. (ブレーキングバトル Burēkingu Batoru) 9. (ブレーキングバトル(後編) Burēkingu Batoru (Kōhen)) 10. (最終局面 Saishū Kyokumen) 11. (最終局面(後編) Saishū Kyokumen (Kōhen)) 12. (勝利の余韻 Shōri no Yoin) 13. (啓介発進 Keisuke Hasshin) 14. (啓介発進(後編) Keisuke Hasshin (Kōhen)) 15. (正統派 Seitōha) 16. (正統派(後編) Seitōha (Kōhen)) |

| 1. (予想 Yosō) 2. (予想(後編) Yosō (Kōhen)) 3. (特訓 Tokkun) 4. (特訓(後編) Tokkun (Kōhen)) 5. (成長 Seichō) 6. (成長(後編) Seichō (Kōhen)) 7. (嵐の前の静けさ Arashi no Mae no Shizukesa) 8. (嵐の前の静けさ(後編) Arashi no Mae no Shizukesa (Kōhen)) 9. (鳴らせ!!決闘のゴング Narase!! Kettō no Gongu) 10. (鳴らせ!!決闘のゴング(後編) Narase!! Kettō no Gongu (Kōhen)) 11. (グランツーリスモ Gurantsūrisumo) 12. (グランツーリスモ(後編) Gurantsūrisumo (Kōhen)) 13. (拮抗 Kikkō) 14. (啓介のあせり Keisuke no Aseri) 15. (啓介のあせり(後編) Keisuke no Aseri (Kōhen)) 16. (最終局面 Saishū Kyokumen) 17. (最終局面(後編) Saishū Kyokumen (Kōhen)) 18. (終焉 Shūen) 19. (終焉(後編) Shūen (Kōhen)) |

| 1. (凱旋 Gaisen) 2. (凱旋(後編) Gaisen (Kōhen)) 3. (シンパシー Shimpashī) 4. (シンパシー(後編) Shimpashī (Kōhen)) 5. (死神 Shinigami) 6. (死神(後編) Shinigami (Kōhen)) 7. (因縁 Innen) 8. (因縁(中編) Innen (Chūhen)) 9. (因縁(後編) Innen (Kōhen)) 10. (プロD VS. スパイラル Puro D VS. Supairaru) 11. (プロD VS. スパイラル(後編) Puro D VS. Supairaru (Kōhen)) 12. (走ることとは? Hashiru Koto toha?) 13. (天然素材 Tennen Sozai) 14. (ウェットコンディション Wetto Kondishon) 15. (ウェットコンディション(後編) Wetto Kondishon (Kōhen)) 16. (ゼロVS.啓介!! Zero VS. Keisuke!!) 17. (ゼロVS.啓介!!(後編) Zero VS. Keisuke!! (Kōhen)) 18. (無(ゼロ)の心 Zero no Kokoro) 19. (無(ゼロ)の心(中編) Zero no Kokoro (Chūhen)) 20. (無(ゼロ)の心(後編) Zero no Kokoro (Kōhen)) |

| 1. (静かなる序盤 Shizuka Naru Joban) 2. (静かなる序盤(後編） Shizuka Naru Joban (Kōhen)) 3. (涼介の作戦 Ryōsuke no Sakusen) 4. (涼介の作戦(後編) Ryōsuke no Sakusen (Kōhen)) 5. (白い悪魔 Shiroi Akuma) 6. (白い悪魔(後編) Shiroi Akuma (Kōhen)) 7. (ゼロ理論vs.公道最速理論 Zero Riron vs. Kōdō Saisoku Riron) 8. (ゼロ理論vs.公道最速理論(後編) Zero Riron vs. Kōdō Saisoku Riron (Kōhen)) 9. (フルスロットル Furu Surottoru) 10. (フルスロットル(後編) Furu Surottoru (Kōhen)) 11. (ゼロの敗北 Zero no Haiboku) 12. (危険なダウンヒル Kiken na Daunhiru) 13. (危険なダウンヒル(後編) Kiken na Daunhiru (Kōhen)) 14. (白い羽 Shiroi Hane) 15. (はじめの加速 Hajime no Kasoku) 16. (はじめの加速(後編) Hajime no Kasoku (Kōhen)) 17. (天駆ける翼 Ten Kakeru Tsubasa) 18. (藤原ゾーン Fujiwara Zōn) |

| 1. (藤原ゾーン(後編) Fujiwara Zōn (Kōhen)) 2. (死神vs.涼介 Shinigami vs. Ryōsuke) 3. (死神vs.涼介(後編) Shinigami vs. Ryōsuke (Kōhen)) 4. (単独行動 Tandoku Kōdō) 5. (宿命の対決再び Shukumei no Taiketsu Futatabi) 6. (宿命の対決再び(後編) Shukumei no Taiketsu Futatabi (Kōhen)) 7. (ブランク Buranku) 8. (ブランク(後編) Buranku (Kōhen)) 9. (意外な参戦 Igai na Sansen) 10. (意外な参戦(後編) Igai na Sansen (Kōhen)) 11. (カリスマ覚醒 Karisuma Kakusei) 12. (カリスマ覚醒(後編) Karisuma Kakusei (Kōhen)) 13. (デッド・オア・アライブ Deddo oa Araibu) 14. (デッド・オア・アライブ(後編) Deddo oa Araibu (Kōhen)) 15. (必殺のサイドプレス Hissatsu no Saido Puresu) 16. (必殺のサイドプレス(後編) Hissatsu no Saido Puresu (Kōhen)) 17. (見切り Mikiri) 18. (見切り(後編) Mikiri (Kōhen)) |

| 1. (葛藤 Kattō) 2. (葛藤(後編) Kattō (Kōhen)) 3. (異変 Ihen) 4. (橋の上の死闘 Hashi no Ue no Shitō) 5. (アンダーステア Andāsutea) 6. (アンダーステア Andāsutea (Kōhen)) 7. (暴走 Bōsō) 8. (暴走(後編) Bōsō (Kōhen)) 9. (かおり Kaori) 10. (かおり(後編) Kaori (Kōhen)) 11. (終結 Shūketsu) 12. (終結(後編) Shūketsu (Kōhen)) 13. (不安 Fuan) 14. (打ちたいけど打てない Uchitai Kedo Utenai) 15. (打ちたいけどうてない(後編) Uchitai Kedo Utenai (Kōhen)) 16. (残像 Zanzō) 17. (もうひとりの天然(ナチュラル) Mōhitori no Natyuraru) 18. (もうひとりの天然(ナチュラル)(後編) Mōhitori no Natyuraru (Kōhen)) |

| 1. (兄と弟 Ani to Otōto) 2. (母と子 Haha to Ko) 3. (母と子(後編) Haha to Ko (Kōhen)) 4. (プラクティス Purakutisu) 5. (プラクティス(後編) Purakutisu (Kōhen)) 6. (勝算20パーセント Shōsan 20 Pāsento) 7. (勝算20パーセント(後編) Shōsan 20 Pāsento (Kōhen)) 8. (重い空気 Omoi Kūki) 9. (重い空気(後編) Omoi Kūki (Kōhen)) 10. (休息 Kyūsoku) 11. (休息(後編) Kyūsoku (Kōhen)) 12. (アドバンテージ Adobantēji) 13. (出走拒否 Shussō Kyohi) 14. (出走拒否(後編) Shussō Kyohi (Kōhen)) 15. (北条兄弟 Hōjō Kyōdai) 16. (北条兄弟(後編) Hōjō Kyōdai (Kōhen)) 17. (先行NSX!! Senkō NSX!!) 18. (先行NSX!!(後編) Senkō NSX!! (Kōhen)) 19. (共通点 Kyōtsūten) |

| 1. (共通点(後編) Kyōtsūten (Kōhen)) 2. (覚醒する豪 Kakusē Suru Gō) 3. (覚醒する豪(後編) Kakusē Suru Gō (Kōhen)) 4. (加速するバトル Kasoku Suru Batoru) 5. (加速するバトル(後編) Kasoku Suru Batoru (Kōhen)) 6. (悩めるシンジ Nayameru Shinji) 7. (悩めるシンジ(後編) Nayameru Shinji (Kōhen)) 8. (さらなる加速 Saranaru Kasoku) 9. (さらなる加速(後編) Saranaru Kasoku (Kōhen)) 10. (うれしい誤算 Ureshī Gosan) 11. (うれしい誤算(後編) Ureshī Gosan (Kōhen)) 12. (想定外 Sōtēgai) 13. (想定外(後編) Sōtēgai (Kōhen)) 14. (久保の誤算 Kubo no Gosan) 15. (久保の誤算(後編) Kubo no Gosan (Kōhen)) 16. (原点回帰 Genten Kaiki) 17. (原点回帰(後編) Genten Kaiki (Kōhen)) 18. (シンクロ Shinkuro) 19. (シンクロ(後編) Shinkuro (Kōhen)) |

| 1. (焦燥 Shōsō) 2. (焦燥(後編) Shōsō (Kōhen)) 3. (ヒーロー Hīrō) 4. (ヒーロー(後編) Hīrō (Kōhen)) 5. (凛の真意 Rin no Shini) 6. (凛の真意(後編) Rin no Shini (Kōhen)) 7. (戦闘開始のゴング Sentō Kaishi no Gongu) 8. (戦闘開始のゴング(後編) Sentō Kaishi no Gongu (Kōhen)) 9. (フルスロットル Furu Surottoru) 10. (フルスロットル(後編) Furu Surottoru (Kōhen)) 11. (公道のケンカ Kōdō no Kenka) 12. (公道のケンカ(後編) Kōdō no Kenka (Kōhen)) 13. (極限バトル Kyokugen Batoru) 14. (極限バトル(後編) Kyokugen Batoru (Kōhen)) 15. (決着へ Ketchaku he) 16. (決着へ(後編) Ketchaku e (Kōhen)) 17. (シンジ始動 Shinji Shidō) 18. (余韻 Yoin) 19. (拓海発進 Takumi Hasshin) |

| 1. (最強の敵 Saikyō no Teki) 2. (最強の敵(後編) Saikyō no Teki (Kōhen)) 3. (先行するシンジを追え Senkō Suru Shinji o oe) 4. (先行するシンジを追え(後編) Senkō Suru Shinji o oe (Kōhen)) 5. (それぞれのスタイル Sorezore no Sutairu) 6. (それぞれのスタイル(後編) Sorezore no Sutairu (Kōhen)) 7. (逆走の原風景 Gyakusō no Gen Fūkei) 8. (逆走の原風景(後編) Gyakusō no Gen Fūkei (Kōhen)) 9. (シンジの蛮行 Shinji no Bankō) 10. (シンジの蛮行(後編) Shinji no Bankō (Kōhen)) 11. (混乱 Konran) 12. (混乱(後編) Konran (Kōhen)) 13. (加速するバトル Kasoku Suru Batoru) 14. (加速するバトル(後編) Kasoku Suru Batoru (Kōhen)) 15. (動きはじめるバトル Ugoki Hajimeru Batoru) 16. (動きはじめるバトル(後編) Ugoki Hajimeru Batoru (Kōhen)) 17. (ねらいうち Neraiuchi) 18. (ねらいうち(後編) Neraiuchi (Kōhen)) 19. (転機 Tenki) 20. (転機(後編) Tenki (Kōhen)) |

| 1. (ついて来れるの!? Tsuite Koreru no!?) 2. (ついて来れるの!?(後編) Tsuite Koreru no!? (Kōhen)) 3. (別な次元 Betsuna Jigen) 4. (別な次元(後編) Betsuna Jigen (Kōhen)) 5. (同調 Dōchō) 6. (同調(後編） Dōchō (Kōhen)) 7. (自信喪失 Jishin Sōshitsu) 8. (自信喪失(後編) Jishin Sōshitsu (Kōhen)) 9. (回想 Kaisō) 10. (急転 Kyūten) 11. (急転(後編) Kyūten (Kōhen)) 12. (情熱 Jōnetsu) 13. (情熱(後編) Jōnetsu (Kōhen)) 14. (恐怖心 Kyōfu Shin) 15. (恐怖心(後編) Kyōfu Shin (Kōhen)) 16. (ノーブレーキ走法 Nōburēki Sōhō) 17. (ノーブレーキ走法(後編) Nōburēki Sōhō (Kōhen)) 18. (アンダーステア Andāsutea) 19. (アンダーステア(後編) Andāsutea (Kōhen)) 20. (絶体絶命 Zettaizetsumei) |

| 1. (絶体絶命(後編) Zettaizetsumei (Kōhen)) 2. (絶望の淵 Zetsubō no Fuchi) 3. (絶望の淵(後編) Zetsubō no Fuchi (Kōhen)) 4. (土俵際 Dohyōgiwa) 5. (土俵際(後編) Dohyōgiwa (Kōhen)) 6. (最終コーナー Saishū Kōnā) 7. (最終コーナー(後編) Saishū Kōnā (Kōhen)) 8. (栄光のゴール Eikō no Gōru) 9. (栄光のゴール(後編) Eikō no Gōru (Kōhen)) 10. (解散式 Kaisan Shiki) 11. (ＤＲＥＡＭ(夢) DREAM (Yume)) - (番外編 インパクトブルーの彼方に Bangai-hen Inpakutoburū no Kanata ni) - (番外編 インパクトブルーの彼方に(後編) Bangai-hen Inpakutoburū no Kanata ni (Kōhen)) - (番外編 拓海外伝 Bangai-hen Takumi Gaiden) |

### Shinsōban
| N.º | Original               | Original          | Português          | Português         |
| N.º | Data de lançamento     | ISBN              | Data de lançamento | ISBN              |
| --- | ---------------------- | ----------------- | ------------------ | ----------------- |
| 1   | 6 de novembro de 2020  | 978-4-06-521738-2 | Dezembro de 2024   | 978-65-259-2907-1 |
| 2   | 6 de novembro de 2020  | 978-4-06-521740-5 | Janeiro de 2025    | 978-65-259-2836-4 |
| 3   | 6 de novembro de 2020  | 978-4-06-521739-9 | Fevereiro de 2025  | 978-65-259-2620-9 |
| 4   | 4 de dezembro de 2020  | 978-4-06-521810-5 | Março de 2025      | 978-65-259-2558-5 |
| 5   | 4 de dezembro de 2020  | 978-4-06-521812-9 | —                  | —                 |
| 6   | 4 de dezembro de 2020  | 978-4-06-521811-2 | —                  | —                 |
| 7   | 6 de janeiro de 2021   | 978-4-06-522005-4 | —                  | —                 |
| 8   | 6 de janeiro de 2021   | 978-4-06-522006-1 | —                  | —                 |
| 9   | 6 de janeiro de 2021   | 978-4-06-522007-8 | —                  | —                 |
| 10  | 5 de fevereiro de 2021 | 978-4-06-522283-6 | —                  | —                 |
| 11  | 5 de fevereiro de 2021 | 978-4-06-522282-9 | —                  | —                 |
| 12  | 5 de fevereiro de 2021 | 978-4-06-522284-3 | —                  | —                 |
| 13  | 5 de março de 2021     | 978-4-06-522606-3 | —                  | —                 |
| 14  | 5 de março de 2021     | 978-4-06-522579-0 | —                  | —                 |
| 15  | 5 de março de 2021     | 978-4-06-522580-6 | —                  | —                 |
| 16  | 6 de abril de 2021     | 978-4-06-522921-7 | —                  | —                 |
| 17  | 6 de abril de 2021     | 978-4-06-522922-4 | —                  | —                 |
| 18  | 6 de abril de 2021     | 978-4-06-522923-1 | —                  | —                 |
| 19  | 6 de maio de 2021      | 978-4-06-523342-9 | —                  | —                 |
| 20  | 6 de maio de 2021      | 978-4-06-523341-2 | —                  | —                 |
| 21  | 6 de maio de 2021      | 978-4-06-523343-6 | —                  | —                 |
| 22  | 4 de junho de 2021     | 978-4-06-523668-0 | —                  | —                 |
| 23  | 4 de junho de 2021     | 978-4-06-523669-7 | —                  | —                 |
| 24  | 4 de junho de 2021     | 978-4-06-523670-3 | —                  | —                 |